# Mučedníci v Sardinii
Svatí Mučedníci v Sardinii byla skupina 6 křesťanů umučených na Sardinii.
- sv. Emilián
- sv. Emilius
- sv. Aemilius
- sv. Felix
- sv. Lucian
- sv. Priamus

Jejich svátek se slaví 28. května.